# オフ・ザ・グラウンド (曲)
オフ・ザ・グラウンド（原題：Off The Ground）は、1993年にポール・マッカートニーが発表した楽曲およびシングルであるほか、アルバム「オフ・ザ・グラウンド」の表題曲である。

## 概要
マッカートニーは1993年の会報のインタビューで「アルバム制作の最後の方に、ウィックス が「このアルバムではとても自然に作業できたが、一つだけ試していないことがある、それはコンピュータのことだ」と言ったんだ。でも、「もうアルバムの大部分はできているんだから、ちょっと変わったことをするために、1日くらい時間をかけてもいいんじゃないか」と言われたから、ああ、これは面白いかもしれないと思ったんだ。それで、他のメンバーには1日休みを与えて、僕とウィックスと制作チームだけで1日コントロール・ルームに入ったんだよ」と語っている。
元々はアルバムに収録する予定はなく、フォークソング風の楽曲だったとのこと。マッカートニーは「この曲は好きだったんだけど、アルバムには入れられなかった。だから、どうせ遊びながら実験して、1曲無駄にするなら、この曲でやった方がいいんじゃないかと思ったんだ。それで、この曲を持ち込んで，色々と試してみたんだ。すぐにコンピューターにリズムトラックが入り始め、曲の方向性が少し変わり、よりエキサイティングになった。そして、「よし、ちょっとヘビーなギターを入れてみよう」と。そして、マシンベースを少し入れて、よりファンキーにし、パーカッションを入れて、僕が歌って、トラックとしてまとまり始めたんだ。その日の終わりには、いくつかのハーモニーとロビーのソロを残して、ほぼ完成していたよ」と述べた。
ヨーロッパ盤、日本盤のシングルには、リミックスされたバージョンが収録され、アメリカではアダルト・コンテンポラリー・チャートで27位を記録した

## ミュージックビデオ
この曲のPVでは、タイトルの「Off The Ground」の通り、マッカートニーが空を飛んでいるように映像処理されている。なお、PVの冒頭で聴かれる短いギターソロは、「Soggy Noodle」というタイトルでアルバム「ザ・コンプリート・ワークス」に収録されている。

## タイトルトラックとなった経緯
この曲がタイトルトラックとなった経緯について、マッカートニーは「娘とたまたま話していてね、彼女が「今日は何をしたの？パパ」と聞いてきた。それで僕は「僕らはこの曲をやったんだ。「オフ・ザ・グラウンド」っていう曲なんだけど。」と返した。そしたら彼女が「あら、いいアルバムタイトルだわ」と言ったんだ。」と語っている。

## クレジット
- ポール・マッカートニー - リード・ボーカル、バッキング・ボーカル、ドラムス、パーカッション
- リンダ・マッカートニー - バッキング・ボーカル
- ヘイミッシュ・スチュアート - バッキング・ボーカル、パーカッション
- ロビー・マッキントッシュ（英語版）- エレクトリック・ギター、パーカッション
- ポール'ウィックス'ウィッケンズ - バッキング・ボーカル、キーボード、ピアノ、シンセベース、プログラミング